# Podprudnoye Lake
Der Podprudnoye Lake (russisch Озеро Подпрудное Osero Podprudnoje, deutsch ‚See am Tümpel‘) ist ein kleiner See unweit der Prinzessin-Astrid-Küste des ostantarktischen Königin-Maud-Lands. Er liegt unmittelbar nordwestlich des Prilednikovoye Lake in der Schirmacher-Oase.
Teilnehmer einer sowjetischen Antarktisexpedition, die ihn auch benannten, kartierten den See im Jahr 1961. Das Advisory Committee on Antarctic Names übertrug diese Benennung 1970 ins Englische.